# Eucosma obumbratana
Eucosma obumbratana là một loài bướm đêm thuộc họ Tortricidae. Nó được tìm thấy ở châu Âu.
Sải cánh dài 14–20 mm. Con trưởng thành bay từ tháng 7 đến tháng 8. Có một lứa một năm.
Ấu trùng ăn the seedheads of Sonchus arvensis, Picris hieracioides và Centaurea jacea.